# Nelson Piquet Jr.
Nelson Angelo Tamsma Piquet Souto Maior, conosciuto come Nelson Piquet Jr.  o Nelsinho Piquet (Heidelberg, 25 luglio 1985), è un pilota automobilistico brasiliano, primo campione della storia della Formula E.
È figlio del tre volte campione del mondo di Formula 1 Nelson Piquet e dell'olandese Sylvia Tamsma, e nipote del medico Estácio Gonçalves Souto Maior, ex ministro della Salute, e fratello di Kelly Piquet, partner del pilota di Formula 1 Max Verstappen.
Venne ingaggiato come collaudatore per il team Renault di Formula 1 per la stagione 2007, ed è stato promosso nel 2008, prima di essere licenziato a metà della stagione 2009. Dopo il licenziamento, è emerso che, su istruzione dei membri del team, si era schiantato di proposito al Gran Premio di Singapore 2008 per aiutare il suo compagno di squadra, Fernando Alonso, a vincere la gara. Lo scandalo che ne è derivato è diventato uno dei più significativi nella storia degli sport motoristici e alla fine ha visto la fine permanente della carriera di Nelson jr. in Formula 1. 
Nel 2012 è entrato nella storia del motorsport nazionale diventando il primo brasiliano a vincere una delle tre divisioni nazionali della Nascar. Tre anni dopo, nel 2015, altri 2 successi: è diventato il primo brasiliano a vincere un evento internazionale di prim'ordine nel rallycross: la tappa di Washington del Global Rallycross Championship (GRC).

## Biografia
Nato ad Heidelberg, in Germania dell'Ovest, è il primo dei tre figli di Nelson Piquet avuti con l'ex modella olandese Sylvia Anna Macrike Tamsma, la coppia ha avuto altre due figlie: Kelly e Julia. Nelsinho ha altri quattro fratelli: Geraldo, Lazslo, Pedro e Marco. I genitori di Piquet si separarono subito dopo la sua nascita e il pilota ha vissuto con sua madre a Montecarlo fino all'età di otto anni, quando è andato a vivere con suo padre, a Brasilia, e ha iniziato la sua carriera in kart, nel 1993.
Il pilota ha frequentato Bia Anthony (attualmente moglie di Ronaldo) per quattro anni. La coppia è venuta a vivere insieme a Oxford, in Inghilterra. Dopo la rottura, Nelsinho ha anche frequentato la fashion blogger Helena Bordon, figlia di Donata Meirelles, direttrice di Daslu, e della studentessa Gabriela Constantino, una delle ereditiere della compagnia aerea brasiliana GOL. Piquet era fidanzato con Carolina Alves de Queiroz, figlia del proprietario di Hypermarcas. Hanno terminato la loro relazione nell'agosto 2012.

## Carriera

### Gli esordi
Piquet cominciò la propria carriera nel mondo dei kart nel 1993, ottenendo diversi successi prima di passare, nel 2001 alla F3 sudamericana. L'anno seguente dominò la serie, vincendo il titolo e stabilendo il record di vittorie, ottenendo tredici successi. Decise quindi di trasferirsi in Europa per proseguire la carriera. Esordì quindi nel 2003 nella F3 inglese con la squadra Piquet Sports gestita dal padre. Al suo arrivo era accolto con grande scetticismo da parte degli addetti ai lavori e, a volte, con ostilità da parte dei colleghi. Nonostante ciò al primo anno si classificò terzo e venne chiamato dalla Williams insieme a Nico Rosberg per effettuare un test, mentre l'anno successivo vinse il titolo di categoria.

### La GP2
Nel 2005 pilota e squadra avanzano nella nuova serie GP2 (ultimo passo prima della Formula 1) vincendo una gara e classificandosi 8º nella classifica finale; inizia la stagione 2006 tra i favoriti sempre nella GP2 vincendo la gara inaugurale sul Circuito di Valencia e rimanendo in corsa per il titolo sino alla fine della stagione con un totale di quattro vittorie, terminando poi secondo nella classifica dietro Lewis Hamilton. Tra le due stagioni ha anche partecipato alla edizione inaugurale della serie A1 Grand Prix vincendo 2 gare per il team del Brasile.

### Formula 1

#### 2007
Alla vigilia del Gran Premio d'Italia 2006 viene annunciato l'ingaggio di Nelsinho come collaudatore ufficiale e pilota di riserva per la Renault per il campionato 2007. L'esordio in queste vesti avviene già il 19 settembre 2006, nel corso dei programmati test a Silverstone.

#### 2008

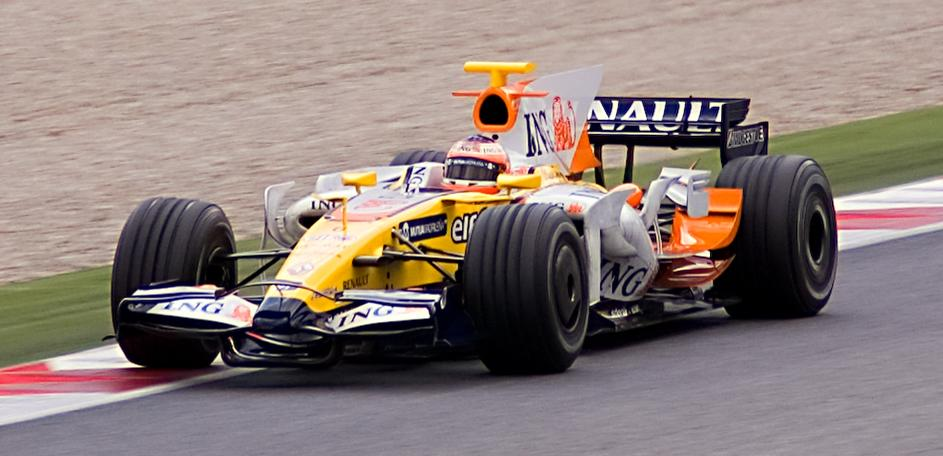
Nelson Piquet jr. con la Renault R28 durante i test pre stagionali

La stagione 2008 ha visto la promozione di Piquet insieme al due volte campione del mondo, Fernando Alonso. È stato riferito che ha guadagnato la preferenza per il posto su Heikki Kovalainen perché Kovalainen era visto come un potenziale rivale di Alonso, e una tale rivalità rischiava di danneggiare la squadra.
La prima gara della stagione 2008 in Australia ha visto Piquet partire 21° e danneggiare la sua vettura in una collisione al primo giro, prima di ritirarsi al 31º giro. Questo è stato esattamente lo stesso risultato ottenuto da suo padre nella sua prima gara nel Gran Premio di Germania 1978. Al Gran Premio della Malesia è partito dalla 13ª posizione in griglia e ha concluso la gara in 11ª posizione. Ha iniziato il Gran Premio del Bahrain dal 14º posto ma si è ritirato per un problema al cambio dopo il suo secondo pit stop. Piquet si è qualificato decimo per il Gran Premio di Spagna a Barcellona, partecipando alla prima sessione di qualifiche della top 10 della sua carriera. Tuttavia, la sua gara si è conclusa al settimo giro dopo una collisione con Sébastien Bourdais nel tentativo di sorpasso. Nel Gran Premio di Turchia lo ha visto qualificarsi in 17ª posizione e terminare la gara al 15º posto. I suoi problemi sono stati ulteriormente aggravati da un paio di mancati sorpassi: dopo l'incidente di Monaco non è riuscito a prendere confidenza con le condizioni di umidità, ed è andato in testacoda mentre inseguiva il compagno di squadra Alonso in Canada, prima di ritirarsi al giro 42 per un guasto ai freni.

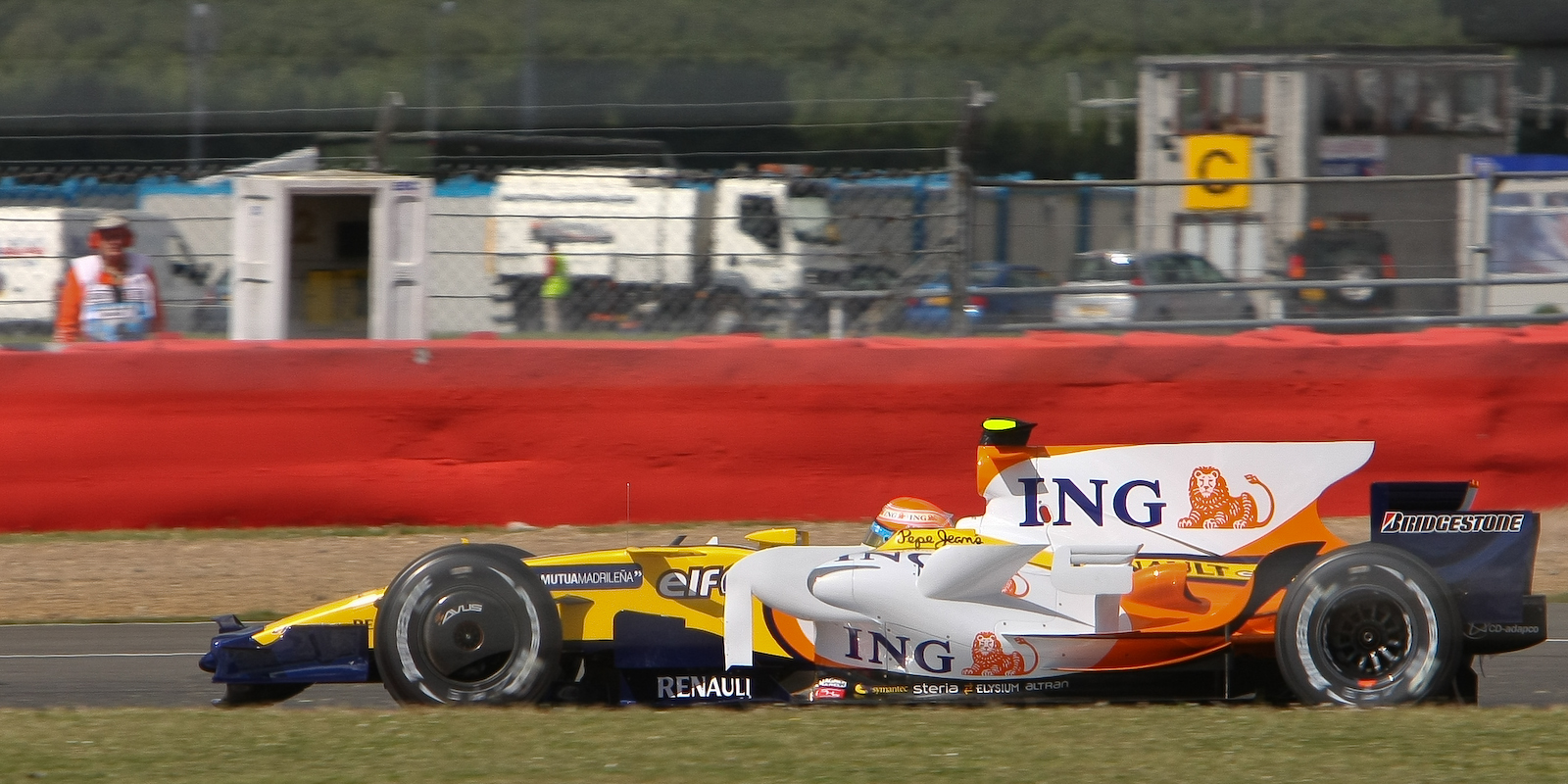
Nelson Piquet jr. durante il Gran Premio di Gran Bretagna 2008

Piquet è stato sottoposto a crescenti pressioni da parte della Renault nel corso della stagione 2008 e si è ipotizzato che avrebbe perso il posto se non ci fossero stati miglioramenti. La Renault non ha fatto nulla per sedare le voci, esortandolo pubblicamente a migliorare dopo il Gran Premio di Turchia e giustificando che al brasiliano, dopo Monaco, gli mancava la fiducia. Nonostante la pressione, Piquet ha ottenuto i suoi primi punti in F1 con un settimo posto in Francia superando negli ultimi giri Fernando Alonso. A Silverstone, Piquet si trovava ad un certo punto della gara al quarto posto, dopo aver superato il compagno di squadra che montava gomme vecchie. Piquet è andato in testacoda al giro 36 insieme a molti altri migliori corridori quando le condizioni del bagnato erano impraticabili. Una gara dopo, tuttavia, in Germania, ha preceduto la Ferrari del connazionale Felipe Massa, conquistando il suo primo podio piazzandosi al secondo posto dietro alla McLaren di Lewis Hamilton. È stato l'unico pilota su una strategia di una sosta che, con l'aiuto della safety car, gli ha fatto guadagnare diverse posizioni. Nel Gran Premio del Giappone conclude quarto.

#### 2009

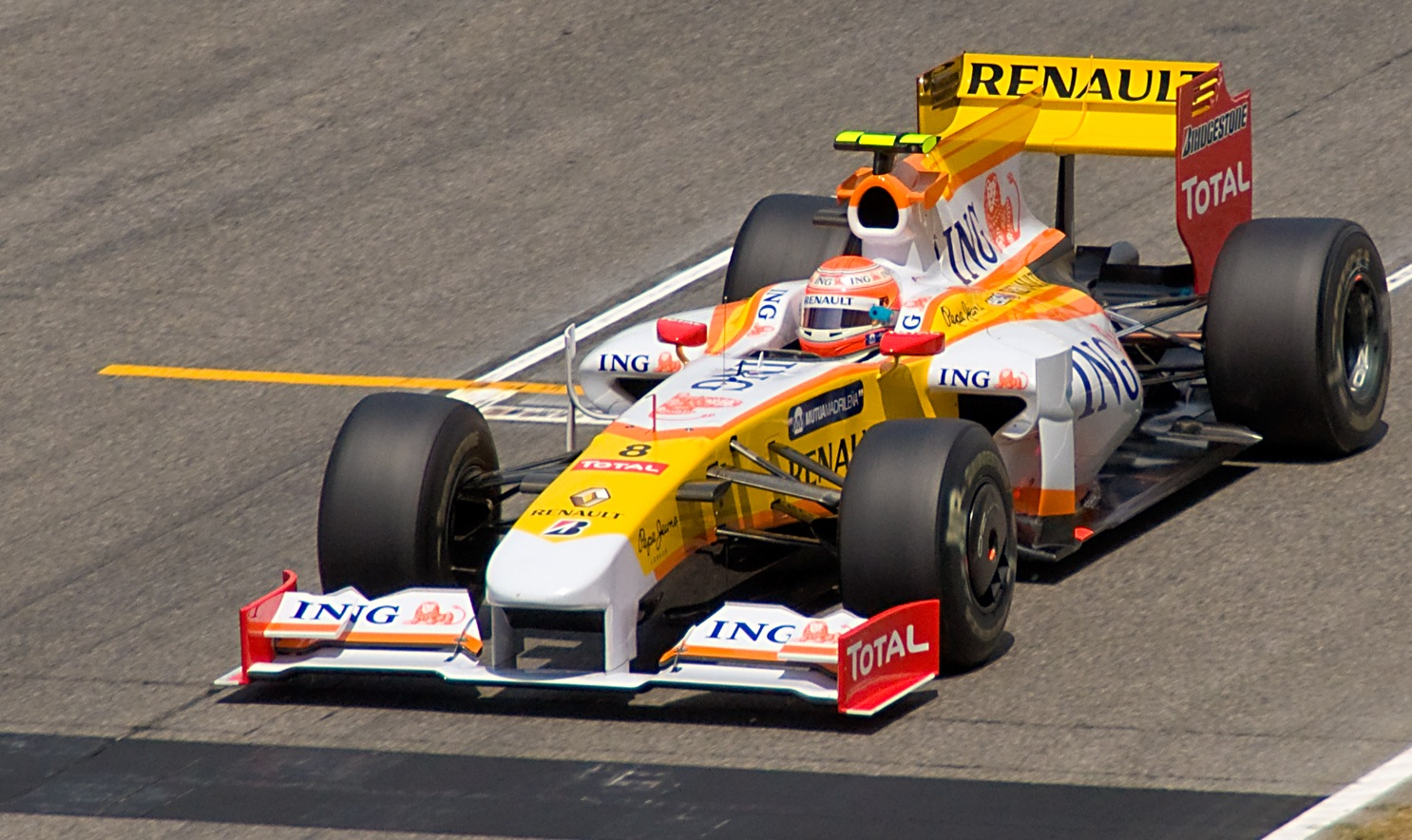
Nelson Piquet jr. con la Renault R28 durante il Gran Premio di Spagna 2009

Nonostante le voci di un possibile addio, la Renault ha deciso di mantenere Piquet facendogli firmare un contratto di un anno. Alonso continuò ad essere il suo compagno di squadra, con l'obiettivo da parte di Renault di lottare per il titolo.
Piquet ha avuto un inizio deludente nella stagione 2009, non riuscendo a superare la prima sessione di qualifiche in nessuna delle prime tre gare. La sua prima gara, in Australia, si è conclusa al giro 24 quando si è ritirato per un guasto ai freni. Va meglio la settimana successiva in Malesia, finendo 13º, dopo che la gara è stata interrotta a causa dell'eccessiva pioggia. In Cina arriva un'altra delusione, tuttavia, e dopo esser finito svariate volte in testacoda e aver cambiato due volte il musetto alla sua monoposto conclude al 16º e ultimo posto in quella che il team manager Flavio Briatore ha descritto come una "gara molto, molto brutta". In Bahrain conclude al decimo posto dove riuscì a difendersi da Mark Webber. In Spagna si classifica 12º.

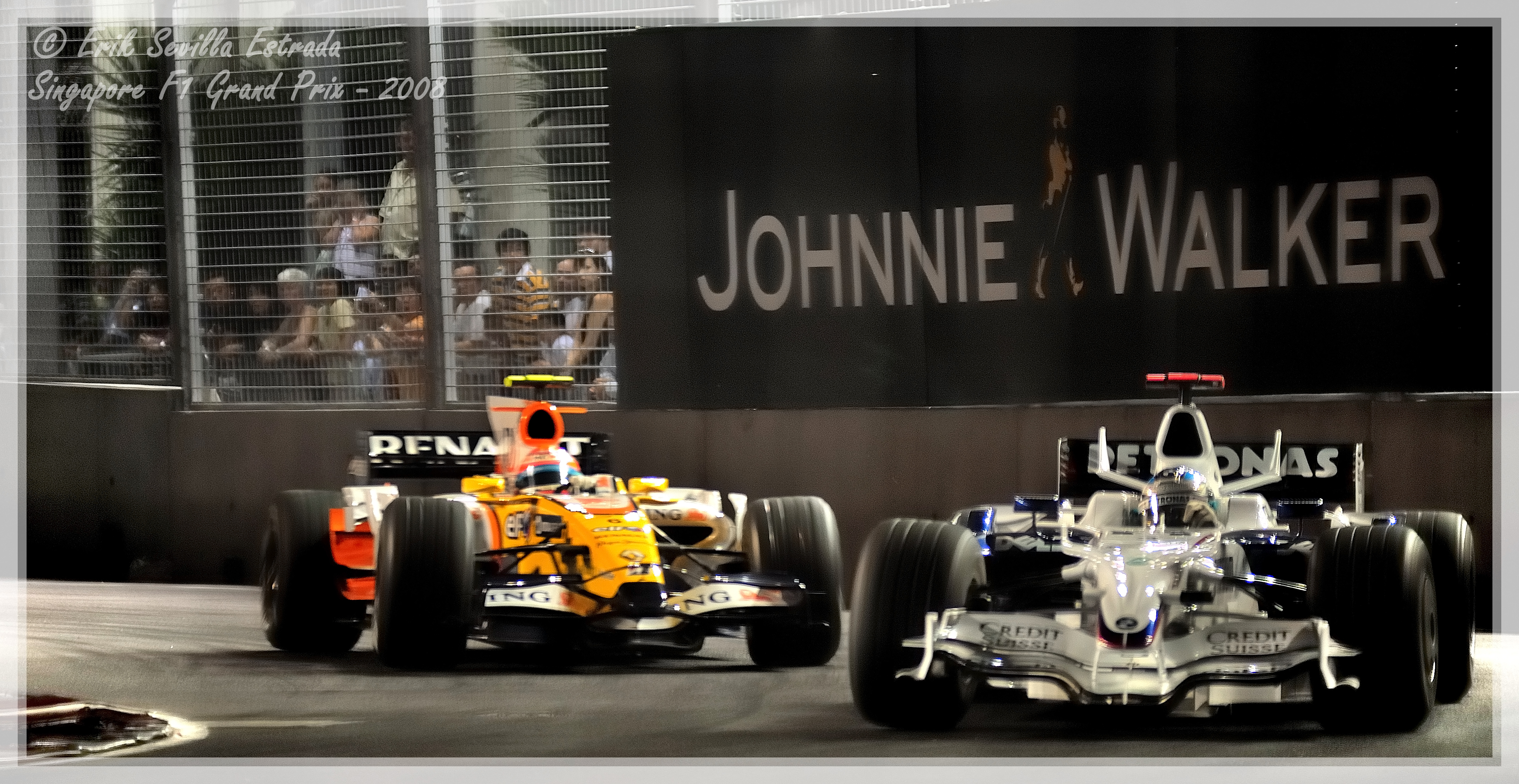
Piquet jr. (a sinistra) e Nick Heidfeld con la BMW Sauber durante il GP di Singapore

Più tardi, al Gran Premio di Germania 2009, Piquet si classifica davanti al suo compagno di squadra. Tuttavia, dopo il Gran Premio d'Ungheria 2009, non aveva ancora segnato più punti nella stagione 2009.
Il 3 agosto 2009 Piquet ha confermato di essere stato licenziato dalla Renault. Ha attaccato duramente il suo ex manager e capo squadra Flavio Briatore definendolo il suo "carnefice" e mettendo in discussione le conoscenze generali di Briatore sulla Formula Uno. Piquet ha anche affermato che il boss della Renault ha favorito il compagno di squadra Fernando Alonso.
Il collaudatore e pilota di riserva della Renault, Romain Grosjean, ha sostituito Piquet per il resto della stagione. Insieme a molti altri piloti, Piquet è stato accostato alla Ferrari come sostituto dell'infortunato Felipe Massa, a seguito dei deludenti risultati di Luca Badoer.
Tuttavia, la Ferrari ha scelto Giancarlo Fisichella, che Piquet aveva sostituito alla Renault nel 2008.

### NASCAR e la parentesi nel Rallycross

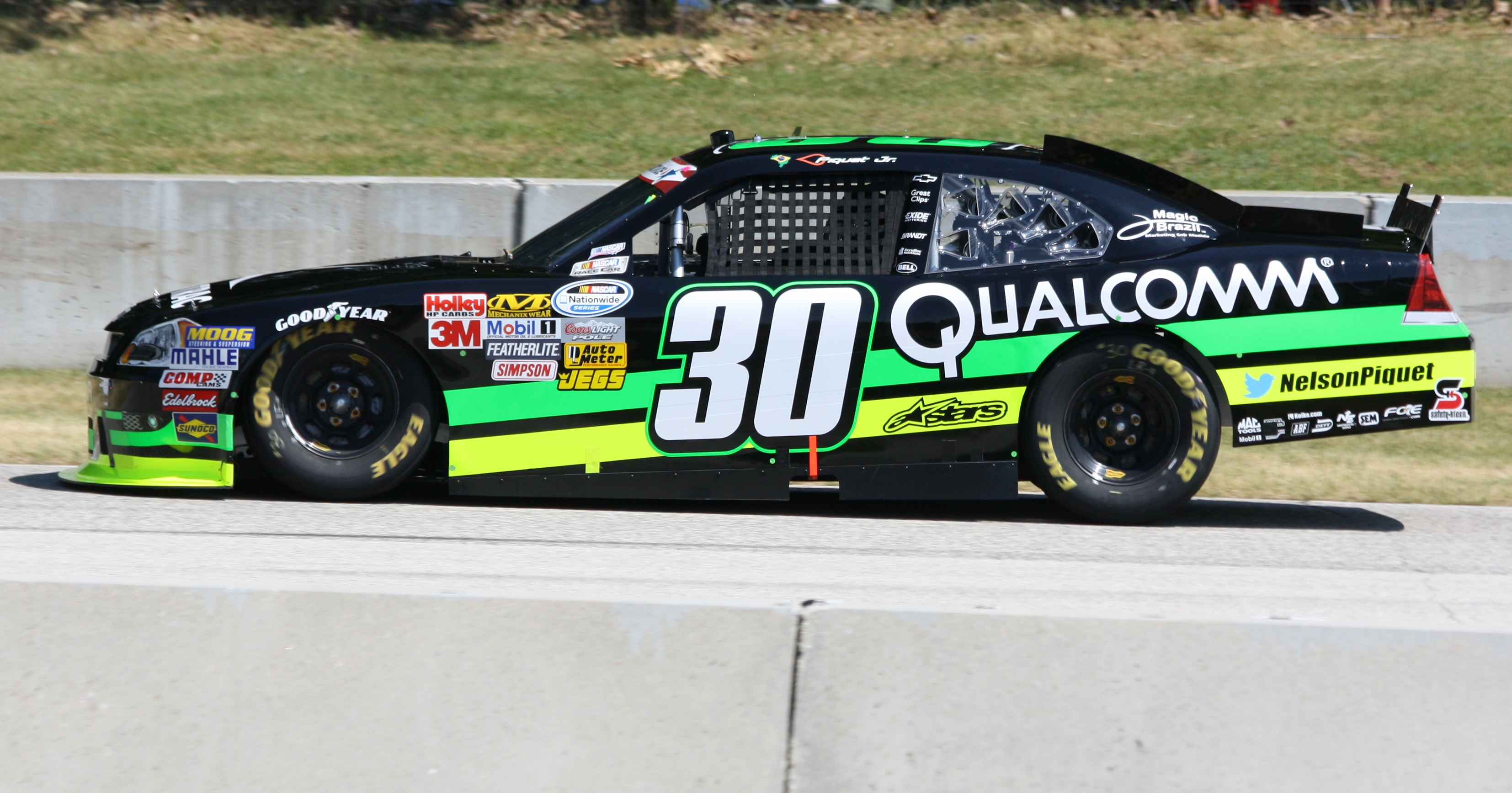
Nelson Piquet Jr nel 2012 durante la qualifica della Road America Nationwide Sargento 200

Terminata l'esperienza in Formula 1, nel 2010, Piquet corre nei campionati statunitensi NASCAR, ma ha ammesso di essere stato contattato da diversi team di Formula 1 e di aver declinato l'offerta. Nel suo primo anno nella competizione statunitense Piquet partecipa a una gara della Xfinity Series dove arriva settimo e cinque gare nella Camping World Truck Series arrivando in top 10 in tre occasioni. Nel 2011 con il team Kevin Harvick Inc. partecipa al intera stagione dalla World Truck Series dove ottiene due podi e conclude decimo in classifica.

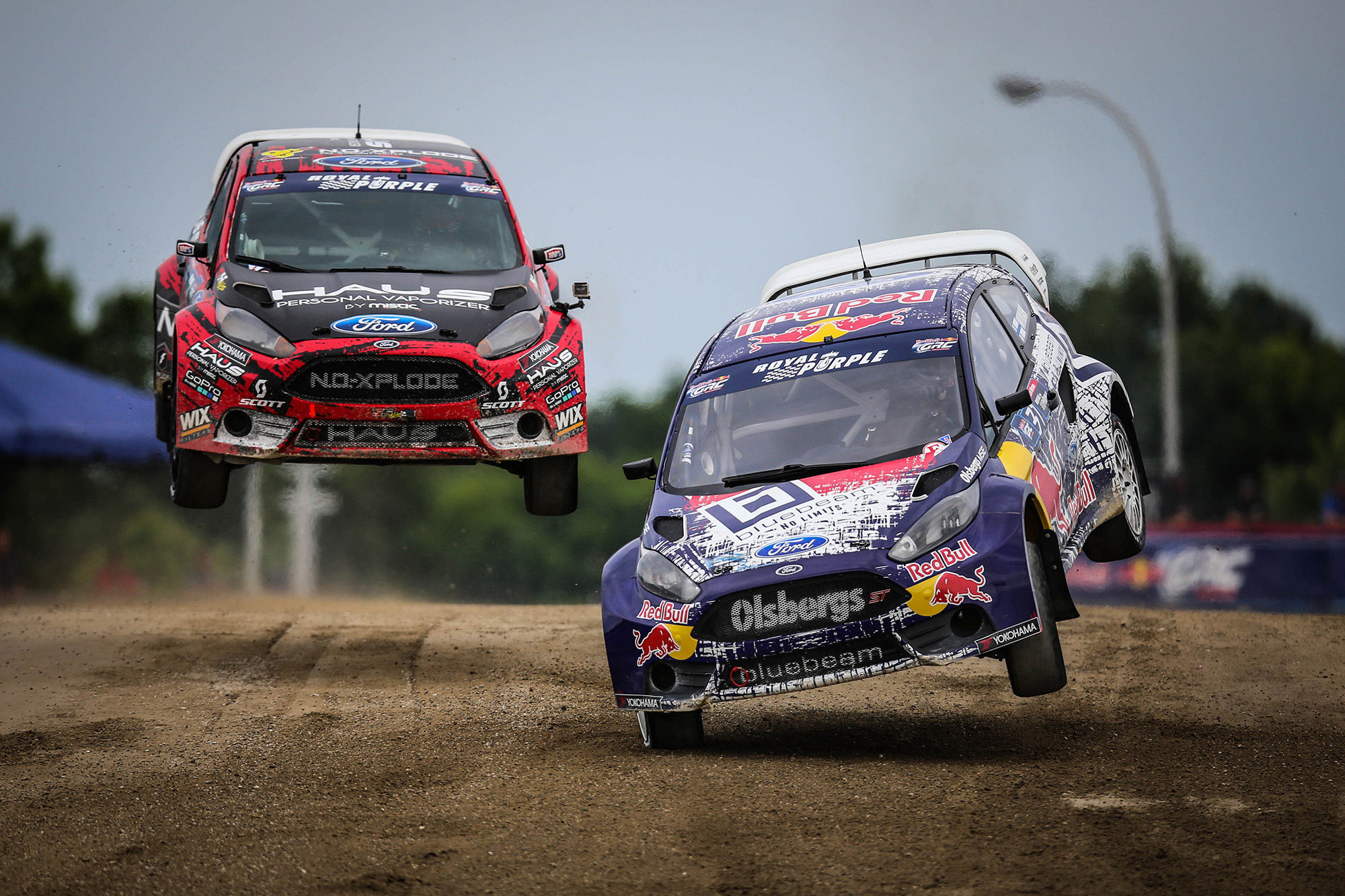
Nelson Piquet (a destra) nel 2014 durante il Global RallyCross Championship

Nel 2012 corre ancora nella NASCAR Camping World Truck Series con il pick-up #30, sponsorizzato dalla Drink B, della scuderia Turner Motorsports. Ottiene due vittorie e chiude settimo in classifica. Lo stesso anno vince altre due gare, la prima nella Xfinity Series e la seconda nella Nationwide Series. L'anno seguente prende parte al intera stagione della Xfinity Series dove si dimostra costante chiudendo dodicesimo.
Nel 2014 Piquet non trova un accordo per continuare nella NASCAR, allora partecipa al Global RallyCross Championship dove ottiene quattro podi e chiude quarto in classifica. Visti i buoni risultati partecipa anche a una gara del Campionato del mondo rallycross. L'anno seguente corre ancora con la Ford Fiesta ST, ottiene una vittoria e chiude ancora quarto in classifica.
Nel 2016 torna a competere in una gara della NASCAR Xfinity Series con il team Biagi-DenBeste Racing.

### Formula E

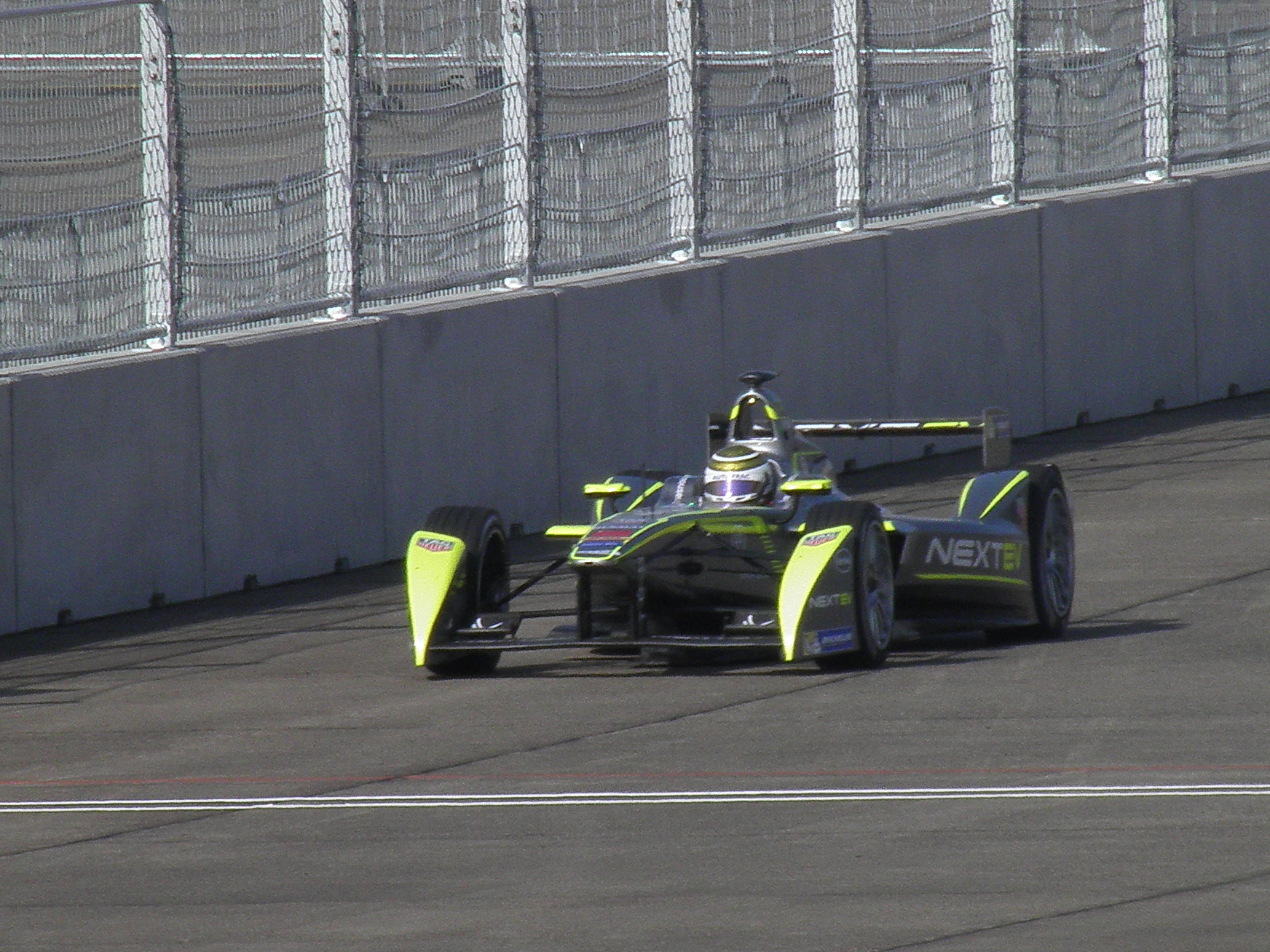
Piquet all'E-Prix di Berlino 2015 con la Spark-Renault SRT 01E.

Nel 2014 prende parte al neonato Campionato di Formula E con la squadra China Racing. Vince l'E-Prix di Long Beach sullo storico Circuito di Long Beach il 4 aprile 2015, ottiene un'altra vittoria nel E-Prix di Mosca. A fine stagione grazie anche ad altri tre podi riesce a conquistare il titolo di campione del mondo, per un solo punto di vantaggio sul pilota della e.dams Renault, Sébastien Buemi.
Nella seconda stagione resta nella stessa squadra con Oliver Turvey, nel frattempo rinominato NextEV NIO. L'annata è molto più complicata della precedente, Piquet chiude in zona punti solo in due occasioni e finisce la stagione al quindicesimo posto con otto punti.
Nella stagione successiva tutto rimane invariato compresi i risultati. Il brasiliano ottiene solo 33 punti e chiude undicesimo.
Per il campionato 2017-2018 visto i pessimi risultati dei due anni precedenti passa al team Jaguar Racing. Termina il campionato in nona posizione con 51 punti e tre quarti posti quali migliori risultati.
Nella stagione 2018-2019 viene confermato dal team, ma dopo un deludente avvio di stagione, dove ottiene un solo punto e tre ritiri consecutivi, viene appiedato dalla squadra sostituendolo con Alex Lynn.

### Endurance

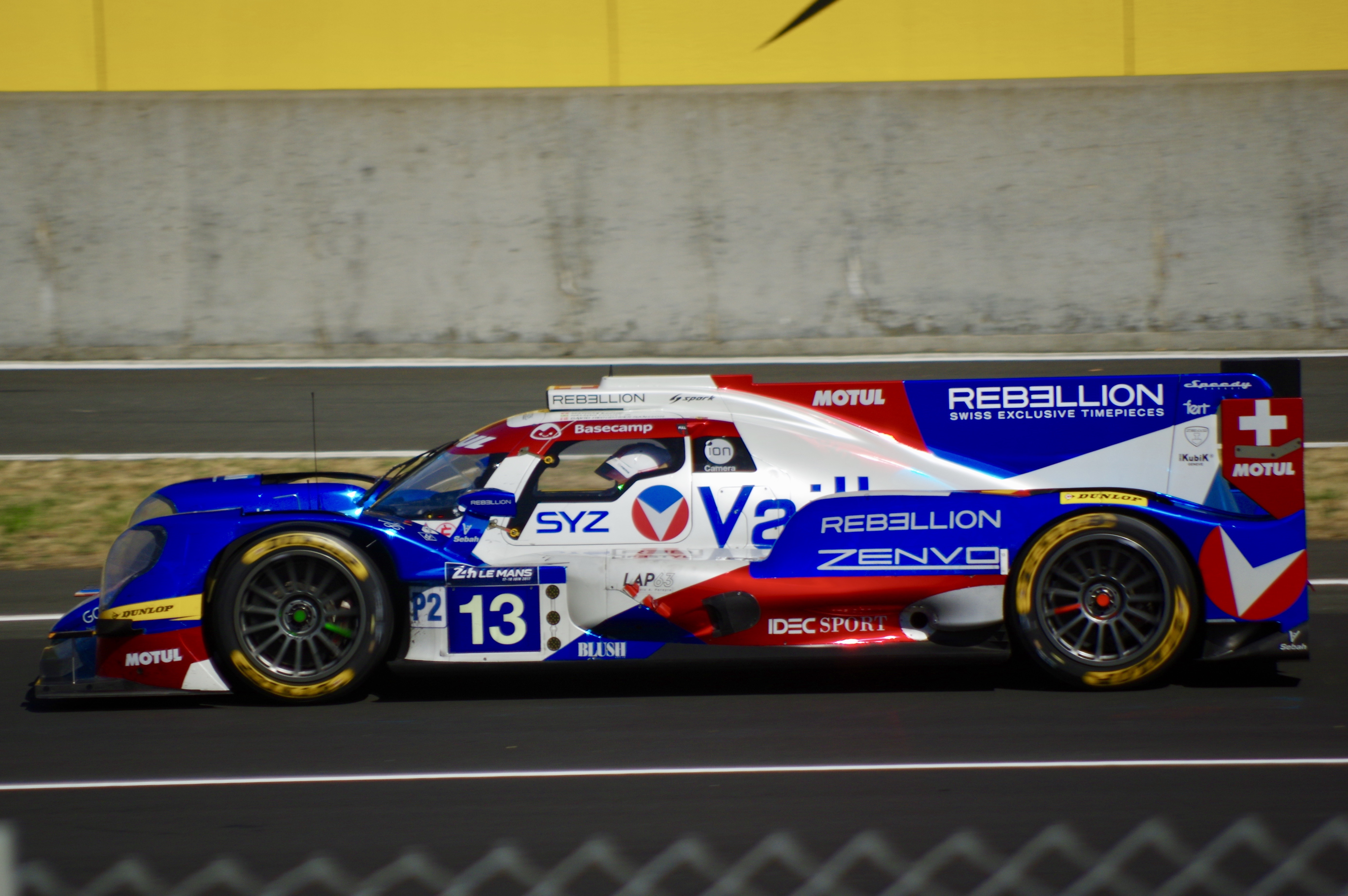
L'Oreca 07-Gibson durante la 24 Ore di Le Mans 2017

Nel 2006 in concomitanza con i suoi impegni in GP2 partecipa alla 24 Ore di Le Mans nella classe GT1. Alla guida dell'Aston Martin DBR9 chiude quarto nella classifica di classe e nono nella generale.
Dieci anni più tardi si unisce al team Rebellion Racing per competere nei primi tre aventi del Campionato del mondo endurance nella classe regina, la LMP1. Divide la Rebellion R-One con Nick Heidfeld e Nicolas Prost, l'equipaggio ottengono due quarti posti nelle prime due gare ma nella 24 Ore di Le Mans chiudono in tredicesima posizione.
Nel 2017 continua nel Mondiale endurance con il team Rebellion, ma compete con Oreca 07-Gibson nella classe LMP2. Piquet ottiene ottimi risultati, tre podi, un secondo posto nella 6 Ore del Circuito delle Americhe e due terzi posti, il primo a Shanghai e il secondo nella 8 Ore del Bahrain. Piquet ha dovuto però saltare la 6 Ore del Nürburgring visto gli impegni concomitanti con la Formula E.
Nel novembre del 2022 partecipa ai Rookie Test del WEC e l'anno seguente si unisce al team United Autosports per prendere parte alla European Le Mans Series. Per la stagione 2024 rimane nella serie europea correndo per il Team Virage.

### Stock Car, GT e Turismo
Dal 2019 ritorna in Sudamerica per partecipare al campionato Stock Car Pro Series dove non ottiene grandi risultati. Nel 2020 ottiene il secondo posto nella Porsche Endurance Series e nel 2022 riesce a vincere il Lamborghini Super Trofeo per la categoria PRO..
Nel 2024 partecipa al round brasiliano del FIA TCR World Tour, correndo sulla pista di Interlagos a bordo di una Honda Civic Type R

## Controversie

### Crashgate

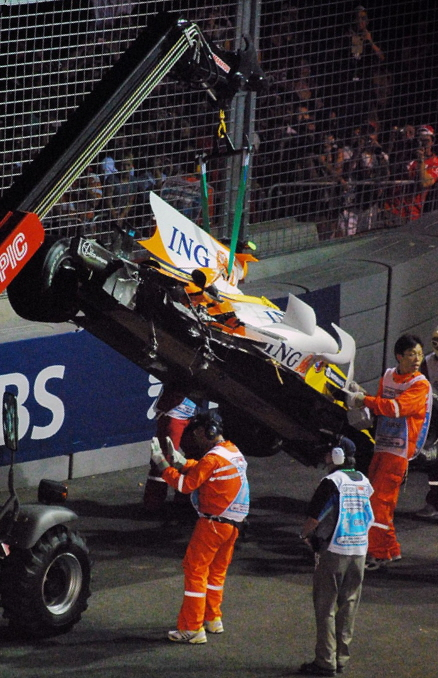
La Renault R28 dopo l'incidente al Gran Premio di Singapore 2008

Nell'agosto 2009, dopo che Piquet è stato licenziato dalla Renault, sono emerse accuse secondo cui Piquet aveva deliberatamente fatto schiantare la sua monoposto al GP di Singapore del 2008, a beneficio del suo compagno di squadra Fernando Alonso, che ha poi vinto la gara. A quel tempo, Piquet ha giustificato l'incidente come un semplice errore. Successivamente, ha ritrattato, rilasciando dichiarazioni alla Fédération Internationale de l'Automobile (FIA) che era deliberato e che gli era stato chiesto dal team principal Flavio Briatore e dal direttore tecnico Pat Symonds di causare l'incidente. In cambio delle sue prove, a Piquet è stata concessa l'immunità generale dalla FIA. La squadra francese ha affermato che c'è stato un tentativo di ricatto, in modo che Nelsinho potesse continuare nella stagione 2009. Inoltre, Nelson Piquet padre, ha dichiarato al quotidiano inglese Daily Mirror, che, anche nel 2008, ha informato il direttore di gara Charlie Whiting sulla mossa della Renault di manipolare il risultato del GP di Singapore. Ha detto che l'unico motivo per cui non ha parlato con il presidente della Federazione Internazionale dell'Automobile (FIA), Max Mosley, era perché temeva di danneggiare la carriera di Nelsinho. Il 4 settembre 2009, i responsabili della Renault sono stati accusati di cospirazione e manipolazione di corse e sono stati chiamati a testimonianza al Consiglio mondiale dello sport automobilistico della FIA a Parigi il 21 settembre 2009.
L'11 settembre, Renault e Briatore hanno dichiarato che avrebbero avviato un procedimento penale contro Piquet per diffamazione e ricatto. Tuttavia, il 16 settembre, in un comunicato la Renault annunciò che non avrebbe contestato le accuse e che sia Briatore che Symonds avevano lasciato la squadra.
Il 21 settembre, a conclusione delle udienze della FIA, Piquet ha dichiarato: "Mi pento amaramente delle mie azioni per aver seguito gli ordini che mi sono stati dati... La mia situazione alla Renault si è trasformata in un incubo. Avendo sognato di essere un pilota di Formula 1 e avendo lavorato tanto per arrivarci, mi sono ritrovato in balia del signor Briatore, il suo vero carattere, che prima era noto solo a chi aveva trattato così in passato, è ora noto. Il signor Briatore era il mio manager oltre che il capo squadra, aveva il mio futuro nelle sue mani ma non gli importava nulla. Al momento del GP di Singapore mi aveva isolato e mi ha portato al punto più basso che avessi mai raggiunto nella mia vita. Ora che sono fuori da quella situazione non posso credere di aver accettato il piano, ma quando mi è stato proposto ho sentito che non ero in grado di rifiutare". La Renault ha accusato Piquet di "false accuse" e ha persino prodotto un "Mister X" che presumibilmente ha fornito dettagli di prima mano sulla pianificazione della cospirazione, il che ha confermato le affermazioni di Pat Symonds secondo cui la tesi dell'incidente è venuta dallo stesso Piquet come un modo per giustificare le sue scarse prestazioni e aiutare nelle sue trattative per un prolungamento del contratto con la squadra.
Dopo che il caso è stato giudicato dal Consiglio mondiale della FIA, Briatore è stato bandito dalla Formula 1. Pat Symonds è stato sospeso per cinque anni. Quanto a Nelsinho Piquet, come gli era stato promesso quando ha consegnato un dossier sull'episodio alla FIA, non ha ricevuto alcuna punizione dalla Federazione Internazionale dell'Automobile, essendo lui l'autore della denuncia. Anche Fernando Alonso, che è stato coinvolto in questa vicenda, non è stato punito.
Il 5 gennaio 2010 l'Alta Corte di Parigi ha annullato il divieto imposto a Briatore dalla FIA, consentendogli di lavorare nuovamente in Formula 1. Briatore deve ancora ricevere un risarcimento di quindicimila euro.
Tuttavia, nel dicembre 2010, i Piquet hanno vinto una causa per diffamazione contro la Renault. La Renault si è scusata con Piquet per averlo diffamato e ha pagato ingenti danni. L'avvocato dei Piquet ha dichiarato: "Sono stati entrambi trattati in modo spaventoso dalla Renault quando hanno osato rivelare lo scandalo all'organo di governo... La F1 è stata privata di un pilota promettente come Nelsinho ed è a scapito [della F1] che il suo talento lo sta dimostrando altrove". La Renault si è scusata e in risposta alla decisione dell'Alta Corte dichiara: "La squadra accetta che le accuse fatte da Nelson Piquet Jr. non fossero false. E inoltre accetta anche che Piquet Jr. e padre non abbiano inventato queste accuse per ricattare il squadra."
Il 15 ottobre 2009, Felipe Massa ha affermato di essere "certo" che Alonso fosse coinvolto nello scandalo, aggiungendo: "Senza dubbio lo sapeva". Sei settimane dopo, è stato riferito che Alonso ha rifiutato l'invito alla gara di kart di beneficenza di Massa.
Poche ore dopo che il nuovo team Campos Meta aveva confermato Bruno Senna come uno dei suoi piloti per il 2010, l'amministratore delegato della F1 Bernie Ecclestone ha dichiarato nel paddock del nuovo circuito di Yas Marina che vorrebbe vedere il licenziato Piquet di nuovo in F1 come compagno di squadra di Senna. Ecclestone ha dichiarato; "Sarebbe bello, non è vero, un altro buon nome. Questo è ciò di cui si parla, in realtà."
Il 28 dicembre 2009, è stato riportato dal sito spagnolo Motor21.com che Piquet aveva firmato un contratto di tre anni con Campos al fianco di Senna. Tuttavia, in seguito Motor21.com ha smentito questa indiscrezione in occasione del festival spagnolo Día de los Santos Innocentes. Piquet ha lasciato intendere di aver avuto colloqui con la Force India. Tuttavia, il team indiano ha deciso di mantenere sia Adrian Sutil che Vitantonio Liuzzi, quindi Piquet ha deciso di passare alla NASCAR per il 2010. Diversi mesi dopo, Piquet ha affermato di aver avuto colloqui con più di un team di F1 per correre di nuovo dopo la vicenda del Crashgate.

## Risultati sportivi

### GP2 Series
| Stagione | Squadra              | 1   | 2   | 3   | 4   | 5   | 6   | 7   | 8   | 9   | 10  | 11  | 12  | 13  | 14  | 15  | 16  | 17  | 18  | 19  | 20  | 21  | 22  | 23  | Punti | Pos. |
| -------- | -------------------- | --- | --- | --- | --- | --- | --- | --- | --- | --- | --- | --- | --- | --- | --- | --- | --- | --- | --- | --- | --- | --- | --- | --- | ----- | ---- |
| 2005     | Hitech Piquet Sports | SMR | SMR | ESP | ESP | MON | EUR | EUR | FRA | FRA | GBR | GBR | GER | GER | HUN | HUN | TUR | TUR | ITA | ITA | BEL | BEL | BHR | BHR | 46    | 8º   |
| 2005     | Hitech Piquet Sports | 14  | 6   | 5   | 2   | 11  | 5   | 3   | Rit | SQ  | Rit | Rit | 3   | 8   | 15  | 10  | 4   | 6   | 3   | Rit | 1   | 14  | Rit | 15  | 46    | 8º   |
| 2006     | Piquet Sports        | VAL | VAL | SMR | SMR | EUR | EUR | ESP | ESP | MON | GBR | GBR | FRA | FRA | GER | GER | HUN | HUN | TUR | TUR | ITA | ITA |     |     | 102   | 2º   |
| 2006     | Piquet Sports        | 1   | 4   | 5   | 2   | Rit | 19† | 4   | 2   | 12† | 4   | 5   | 4   | 2   | 13† | NP  | 1   | 1   | 1   | 5   | 2   | 6   |     |     | 102   | 2º   |
| Legenda  |                      |     |     |     |     |     |     |     |     |     |     |     |     |     |     |     |     |     |     |     |     |     |     |     |       |      |

### Formula 1
| 2008 | Scuderia | Vettura |     |    |     |     |    |     |     |   |     |   |   |    |     |    |     |   |   |     |  | Punti | Pos. |
| ---- | -------- | ------- | --- | -- | --- | --- | -- | --- | --- | - | --- | - | - | -- | --- | -- | --- | - | - | --- |  | ----- | ---- |
| 2008 | Renault  | R28     | Rit | 11 | Rit | Rit | 15 | Rit | Rit | 7 | Rit | 2 | 6 | 11 | Rit | 10 | Rit | 4 | 8 | Rit |  | 19    | 12º  |

| 2009 | Scuderia | Vettura |     |    |    |    |    |     |    |    |    |    |  |  |  |  |  |  |  |  |  | Punti | Pos. |
| ---- | -------- | ------- | --- | -- | -- | -- | -- | --- | -- | -- | -- | -- |  |  |  |  |  |  |  |  |  | ----- | ---- |
| 2009 | Renault  | R29     | Rit | 13 | 16 | 10 | 12 | Rit | 16 | 12 | 13 | 12 |  |  |  |  |  |  |  |  |  | 0     | 21º  |

| Legenda | 1º posto     | 2º posto | 3º posto    | A punti         | Senza punti/Non class.  | Grassetto – Pole position Corsivo – Giro più veloce |
| Legenda | Squalificato | Ritirato | Non partito | Non qualificato | Solo prove/Terzo pilota | Grassetto – Pole position Corsivo – Giro più veloce |

### Formula E
| Stagione | Squadra                 | Vettura                       | 1      | 2       | 3      | 4       | 5       | 6       | 7       | 8       | 9      | 10      | 11      | 12     | 13  | Punti | Pos |
| -------- | ----------------------- | ----------------------------- | ------ | ------- | ------ | ------- | ------- | ------- | ------- | ------- | ------ | ------- | ------- | ------ | --- | ----- | --- |
| 2014-15  | China Racing            | Spark-Renault SRT 01E         | PEC 8  | PUT Rit | PDE 2  | BNA 3   | MIA 5   | LBH 1   | MON 3   | BER 4   | MOS 1  | LON 5   | LON 7   |        |     | 144   | 1º  |
| 2015-16  | NEXTEV TCR              | Spark-NEXTEV TCR FormulaE 001 | PEC 15 | PUT 8   | PDE 15 | BNA 12  | MEX 13  | LHB Rit | PAR 16  | BER 13  | LON 14 | LON 9   |         |        |     | 8     | 15º |
| 2016-17  | NextEV NIO              | Spark-NEXTEV 700R             | HKG 11 | MAR 16  | BNA 5  | MEX 9   | MON 4   | PAR 7   | BER 12  | BER 12  | NYC 11 | NYC 16  | MTR 13  | MTR 16 |     | 33    | 11º |
| 2017-18  | Panasonic Jaguar Racing | Spark-Jaguar I-Type 2         | HKG 4  | HKG 12  | MAR 4  | SAN 6   | MEX 4   | PDE Rit | ROM Rit | PAR Rit | BER 12 | ZUR Rit | NYC Rit | NYC 7  |     | 51    | 9º  |
| 2018-19  | Panasonic Jaguar Racing | Spark-Jaguar I-Type 3         | DIR 10 | MAR 14  | SAN 11 | MEX Rit | HKG Rit | SAY Rit | ROM     | PAR     | MON    | BER     | BRN     | NYC    | NYC | 1     | 22º |

### 24 ore di Le Mans
| Anno | Team                | Co-Piloti                    | Auto                | Classe | Giri | Pos. | Classe Pos. |
| ---- | ------------------- | ---------------------------- | ------------------- | ------ | ---- | ---- | ----------- |
| 2006 | Team Modena         | Antonio García David Brabham | Aston Martin DBR9   | GT1    | 343  | 9°   | 4°          |
| 2016 | Rebellion Racing    | Nick Heidfeld Nicolas Prost  | Rebellion R-One-AER | LMP1   | 330  | 29°  | 6°          |
| 2017 | Vaillante Rebellion | Mathias Beche David Hansson  | Oreca 07-Gibson     | LMP2   | 364  | DSQ  | DSQ         |

### Campionato del mondo endurance
| Anno    | Squadra             | Classe | Vettura         | SIL | SPA | LMS | NÜR | MEX | COA | FUJ | SHA | BHR | Punti | Pos. |
| ------- | ------------------- | ------ | --------------- | --- | --- | --- | --- | --- | --- | --- | --- | --- | ----- | ---- |
| 2016    | Rebellion Racing    | LMP1   | Rebellion R-One | 4   | 4   | 13  |     |     |     |     |     |     | 25    | 15°  |
| Anno    | Squadra             | Classe | Vettura         | SIL | SPA | LMS | NÜR | MEX | COA | FUJ | SHA | BHR | Punti | Pos. |
| 2017    | Vaillante Rebellion | LMP2   | Oreca 07-Gibson | 9   | 4   | DSQ |     | 5   | 2   | DSQ | 3   | 3   | 73    | 12°  |
| Legenda |                     |        |                 |     |     |     |     |     |     |     |     |     |       |      |

### European Le Mans Series
| Anno    | Squadra           | Classe      | Vettura  | BAR | LEC | ARA | SPA | POR | ALG | Punti | Pos. |
| ------- | ----------------- | ----------- | -------- | --- | --- | --- | --- | --- | --- | ----- | ---- |
| 2023    | United Autosports | LMP2 Pro/Am | Oreca 07 | 10  | 5   |     | 3   | 4   | 9   | 40    | 8°   |
| Anno    | Squadra           | Classe      | Vettura  | BAR | LEC | IMO | SPA | MUG | ALG | Punti | Pos. |
| 2024    | Team Virage       | LMP2 Pro/Am | Oreca 07 | NC  | 7   | 4   |     |     |     | 18*   |      |
| Legenda |                   |             |          |     |     |     |     |     |     |       |      |

*Stagione in corso.